# Festival Internacional de Cine de Berlín de 1959
La 9ª edición del Festival de Cine de Berlín se llevó a cabo desde el 26 de junio al 7 de julio de 1959 con el Zoo Palast como sede principal.  El festival dio la bienvenida al movimiento cinematográfico francés de la nouvelle vague y presentó los trabajos de los directores como Jean-Luc Godard, Agnès Varda y François Truffaut. El Oso de Oro fue otorgado a la cinta francesa Les Cousins dirigida por Claude Chabrol.

## Jurado
Las siguientes personas fueron escogidas para el jurado de esta edición:
Jurado oficial
- Robert Aldrich, director - Presidente
- Johan Jacobsen, director, guionista y productor (Dinamarca)
- Charles Ford, escritor y crítico (Francia)
- John Bryan, diseñador de producción (Reino Unido)
- Ignazio Tranquilli, escritor (Italia)
- Shigeo Miyata, pintor (Japón)
- Wali Eddine Sameh, director (Emiratos Árabes)
- O. E. Hasse, actor (RFA)
- Gerhard Prager, escritor y productor (RFA)
- Fritz Podehl, productor (RFA)
- Walther Schmieding, periodista (RFA)

Jurado de cortometrajes y documentales
- Curt Oertel, director (RFA) - Presidente
- M.D. Bath (India)
- Hans Cürlis, director (RFA)
- Paul Davay, crítico de cine (Bélgica)
- Odd Hølaas, periodista y escritor (Noruego)
- Katina Paxinou, actriz (Grecia)
- Alfonso Sánchez Martínez, periodista (España)

## Películas en competición
La siguiente lista presenta a las películas que compiten por Oso de Oro:
| Título en español                 | Título original              | Director(es)               | País              |
| --------------------------------- | ---------------------------- | -------------------------- | ----------------- |
| Arquímedes, el vagabundo          | Archimède le clochard        | Gilles Grangier            | Francia           |
| Todas las mujeres quieren casarse | Ask Any Girl                 | Charles Walters            | Estados Unidos    |
| Astero                            | Astero                       | Dinos Dimopoulos           | Grecia            |
| El resto es silencio              | Der Rest ist Schweigen       | Helmut Käutner             | RFA               |
| Diez fusiles esperan              | Diez fusiles esperan         | José Luis Sáenz de Heredia | España            |
| Dorp aan de rivier                | Dorp aan de rivier           | Fons Rademakers            | Países Bajos      |
| Flor de mayo                      | Flor de mayo                 | Roberto Gavaldón           | México            |
| Hadaka no taiyō                   | Hadaka no taiyō              | Miyoji Ieki                | Japón             |
| Hassan wa Nayima                  | Hassan wa Nayima             | Henry Barakat              | Egypt             |
| Herren og hans tjenere            | Herren og hans tjenere       | Arne Skouen                | Noruega           |
| Home Is the Hero                  | Home Is the Hero             | Fielder Cook               | Irlanda           |
| Jonggak                           | Jonggak                      | Ju-nam Yang                | Corea del Sur     |
| La fortaleza escondida            | Kakushi toride no san akunin | Akira Kurosawa             | Japón             |
| Körkarlen                         | Körkarlen                    | Arne Mattsson              | Suecia            |
| La caída                          | La caída                     | Leopoldo Torre Nilsson     | Argentina         |
| Los primos                        | Les Cousins                  | Claude Chabrol             | Francia           |
| Lupi nell'abisso                  | Lupi nell'abisso             | Silvio Amadio              | Italia            |
| Meus Amores no Rio                | Meus Amores no Rio           | Carlos Hugo Christensen    | Brasil, Argentina |
| Panoptikum 59                     | Panoptikum 59                | Walter Kolm-Veltée         | Austria           |
| Poeten og Lillemor                | Poeten og Lillemor           | Erik Balling               | Dinamarca         |
| Sagar Sangamey                    | Sagar Sangamey               | Debaki Bose                | India             |
| Sven Tuuva                        | Sven Tuuva                   | Edvin Laine                | Finlandia         |
| Telesme schekasté                 | Telesme schekasté            | Siamak Yasemi              | Irán              |
| Esa clase de mujer                | That Kind of Woman           | Sidney Lumet               | EE.UU.            |
| El asedio de Pinchgut             | The Siege of Pinchgut        | Harry Watt                 | Reino Unido       |
| La bahía del tigre                | Tiger Bay                    | J. Lee Thompson            | Reino Unido       |
| Un uomo facile                    | Un uomo facile               | Paolo Heusch               | Italia            |
| Und das am Montagmorgen           | Und das am Montagmorgen      | Luigi Comencini            | RFA               |

| Documental y cortometraje |                                                     |                        |
| Título original           | Director(s)                                         | País                   |
| Anneaux d'or              | René Vautier                                        | Túnez, Francia         |
| White Wilderness          | James Algar                                         | EE.UU.                 |
| I ditteri                 | Alberto Ancilotto                                   | Italia                 |
| Les Étoiles de midi       | Jacques Ertaud y Marcel Ichac                       | Francia                |
| Gloria della Marciana     | Emilio Marsili                                      | Italia                 |
| Hest på sommerferie       | Astrid Henning-Jensen                               | Dinamarca, Reino Unido |
| Das Knalleidoskop         | Herbert Hunger                                      | RFA                    |
| Paradies und Feuerofen    | Herbert Viktor                                      | RFA                    |
| Power Among Men           | Alexander Hammid, Gian Luigi Polidoro y V. R. Sarma | Reino Unido            |
| Prijs de zee              | Herman van der Horst                                | Países Bajos           |
| Radha and Krishna         | J. S. Bhownagary                                    | India                  |
| Tierra mágica             | Massimo Dallamano y Vittorio Valentini              | Venezuela              |

## Palmarés
Los siguientes premios fueron entregados por el jurado profesional:
- Oso de Oroː Los primos de Claude Chabrol
- Oso de Plataː Akira Kurosawa por La fortaleza escondida
- Oso de Plata a la mejor actriz: Shirley MacLaine por Todas las mujeres quieren casarse
- Oso de Plata al mejor actor: Jean Gabin por Arquímedes, el vagabundo
- Oso de Plata. Premio extraordinario del jurado: Hayley Mills por La bahía del tigre

Premios de Cortometrajes y documentales
- Oso de Oro (Documental): White Wilderness de James Algar
- Oso de Oro al mejor cortometraje: Prijs de zee de Herman van der Horsti
- Oso de Plata al mejor cortometraje: ex aequo
Das Knalleidoskop de Herbert Hunger
Radha and Krishna de J. S. Bhownagary
- Oso de Plata Premio Extraordinario del jurado (Corto): Hest på sommerferie de Astrid Henning-Jensen
- Mención de honor (Corto): I ditteri de Alberto Ancilotto

Premios de jurado independientes
- Premio FIPRESCIː La fortaleza escondida de Akira Kurosawa
- Premio OCICː Paradies und Feuerofen de Victor Herbert
- Premio a la juventud (Jugendfilmpreis):
  - Mejor largometraje adecuado para jóvenes: Hadaka no taiyō de Miyoji Ieki
  - Mejor documental adecuado para jóvenes: Paradies und Feuerofen de Herbert Viktor
  - Mejor cortometraje adecuado para jóvenes: Anneaux d'or de René Vautier